# 截尾高原鰍
截尾高原鰍（學名：Triplophysa sewerzowi）為輻鰭魚綱鯉形目條鰍科高原鰍屬的其中一種。被IUCN列為易危保育類動物，分布於亞洲哈薩克伊犁河流域，體長可達4.1公分，棲息在河川底層水域，生活習性不明。

## 扩展阅读
維基物種上的相關：截尾高原鰍